# 370'erne f.Kr.
Århundreder: 5. århundrede f.Kr. – 4. århundrede f.Kr. – 3. århundrede f.Kr.
Årtier: 420'erne f.Kr. 410'erne f.Kr. 400'erne f.Kr. 390'erne f.Kr. 380'erne f.Kr. – 370'erne f.Kr. – 360'erne f.Kr. 350'erne f.Kr. 340'erne f.Kr. 330'erne f.Kr. 320'erne f.Kr.
År: 379 f.Kr. 378 f.Kr. 377 f.Kr. 376 f.Kr. 375 f.Kr. 374 f.Kr. 373 f.Kr. 372 f.Kr. 371 f.Kr. 370 f.Kr.

## Personer
Theofrast fra Eresos født c. 372 og død 287 f.Kr. Elev af Aristoteles, stor produktion; bl.a. et botanisk skrift og hans Charakterer.